# Dover Air Force Base

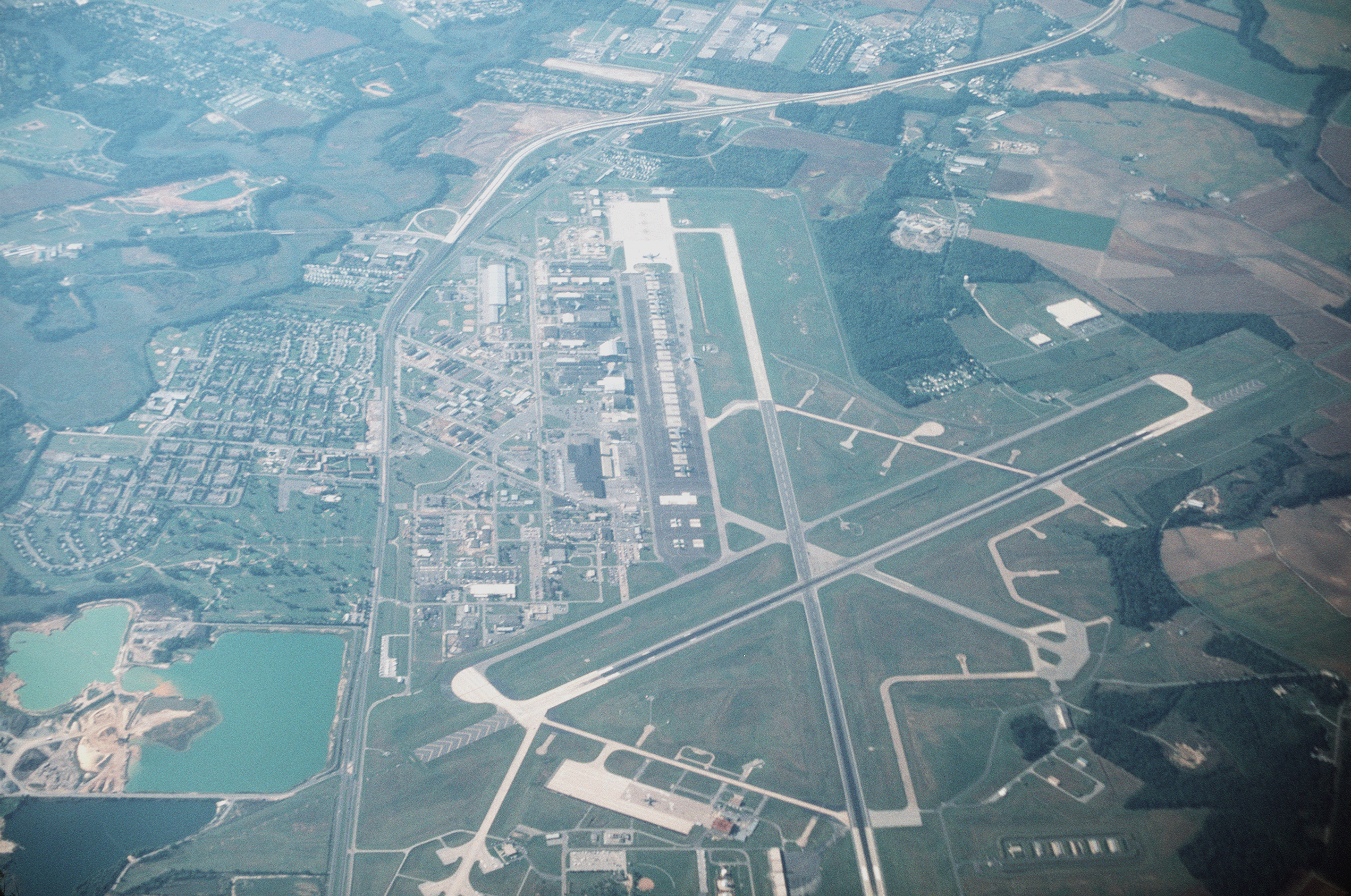
Flygfoto från 1995 över Dover Air Force Base.

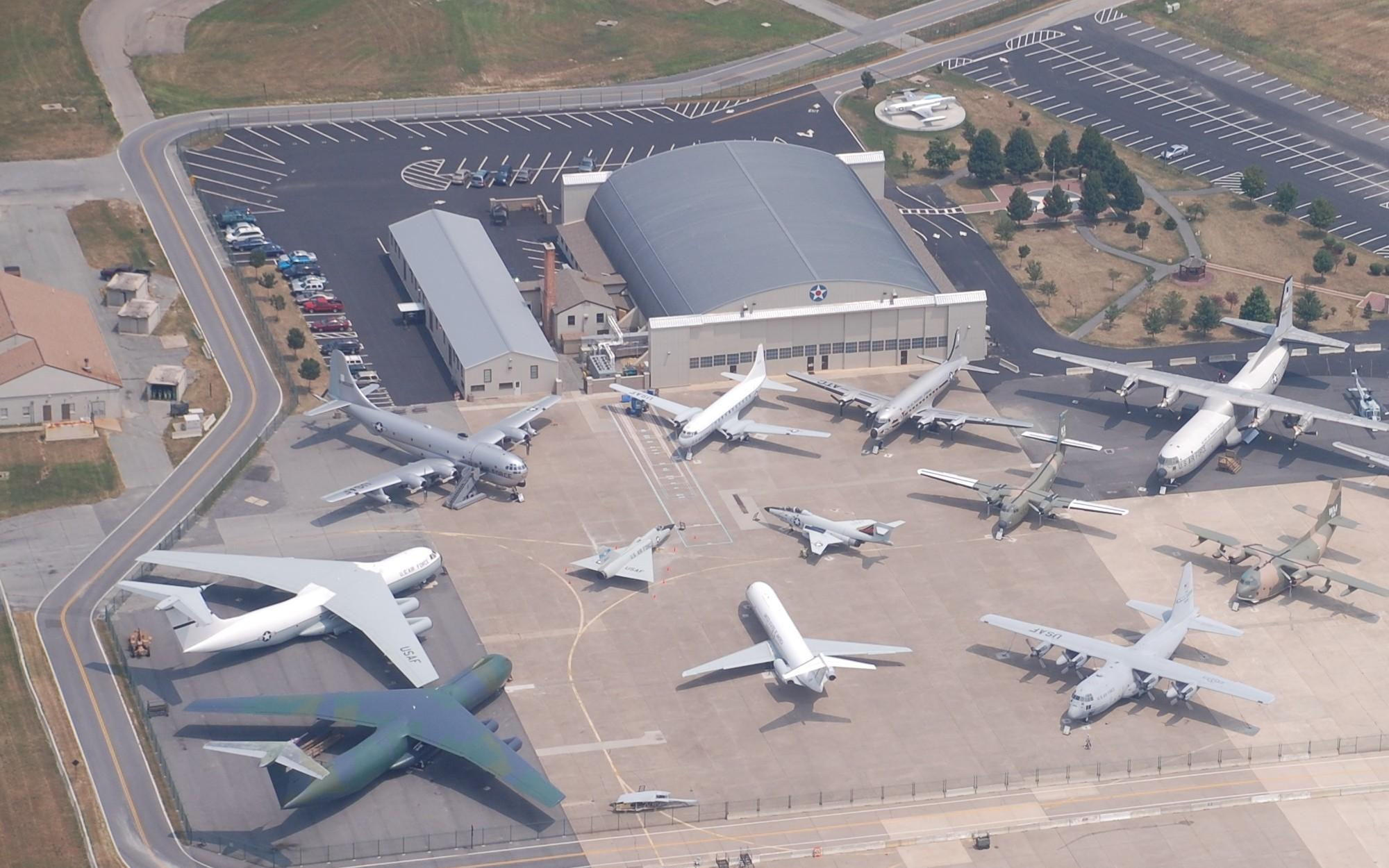
Flygplan på området för Air Mobility Command Museum.

Dover Air Force Base, även benämnd som Dover AFB, är en militär flygplats (IATA: DOV, ICAO: KDOV, FAA LID: DOV) tillhörande USA:s flygvapen belägen 3,2 kilometer sydost om staden Dover i Kent County, Delaware.
Dover Air Force Base är den största militära flygterminalen i USA och platsen dit i utlandet stupade amerikanska militärer förs innan de tas om hand av sina anhöriga.

## Bakgrund
Strax efter att Japans anfall mot Pearl Harbor i december 1941 var ett faktum överfördes den lokala flygplatsen Dover Municipal Airfield till U.S. Army Air Forces och användes under andra världskriget och fram till 1952 för utbildning av flygplansbesättningar. Från 1952 och framåt har basens huvudinriktning kretsat kring militärt transportflyg.

## Verksamhet
436th Airlift Wing (436th AW, även informellt benämnt som "Eagle Wing") är basens värdförband. 436th AW ingår i Air Mobility Command och flyger med större transportflygplan av typ C-5 Galaxy och C-17 Globemaster III samt augmenteras även av reservförbandet 512th Airlift Wing (512th AW) som nyttjar samma flygplansflotta. 
Dover AFB är även platsen för Air Force Mortuary Affairs Operations (AFMAO) som är det enda storskaliga militära bårhuset och obduktionsenheten i USA. AFMAO genomför återföring, identifiering och begravningstjänster för stupade i militärtjänst
På Området finns även Air Mobility Command Museum som skildrar det militära transportflygets historia.